# Lokalbana
Lokalbana avser en bana för spårtrafik i ett geografiskt begränsat område, som trafikeras av lokaltåg eller spårvagn med en begränsad trafikuppgift, ofta som matning till det övergripande nationella eller regionala järnvägsnätet.
Lokalbana var även en ursprunglig beteckning för Stockholms tunnelbana.